# Pseudoterpna stiparia
Pseudoterpna stiparia là một loài bướm đêm trong họ Geometridae.